# Lobos de Arecibo
Uniformes
Lobos de Arecibo est un club portoricain de baseball évoluant en LBPPR. Le club basé à Arecibo dispute ses matchs à domicile à l'Estadio Luis Rodríguez Olmo, enceinte de 9 000 places.
Les Lobos comptent deux titres de champion de Porto Rico et un succès en Série des Caraïbes.

## Palmarès
- Champion de Porto Rico (2) : 1983, 1996.
- Série des Caraïbes (1) : 1983.

## Histoire
Fondé à une date indéterminée, le club s'illustre durant les années 1980 en remportant le titre national et la Série des Caraïbes en 1983. Un nouveau titre national est enlevé en 1996 avant la cessation d'activité du club en 1999. L'éclipse dure six ans. Les Lobos sont de retour en 2005.